# Lysøen

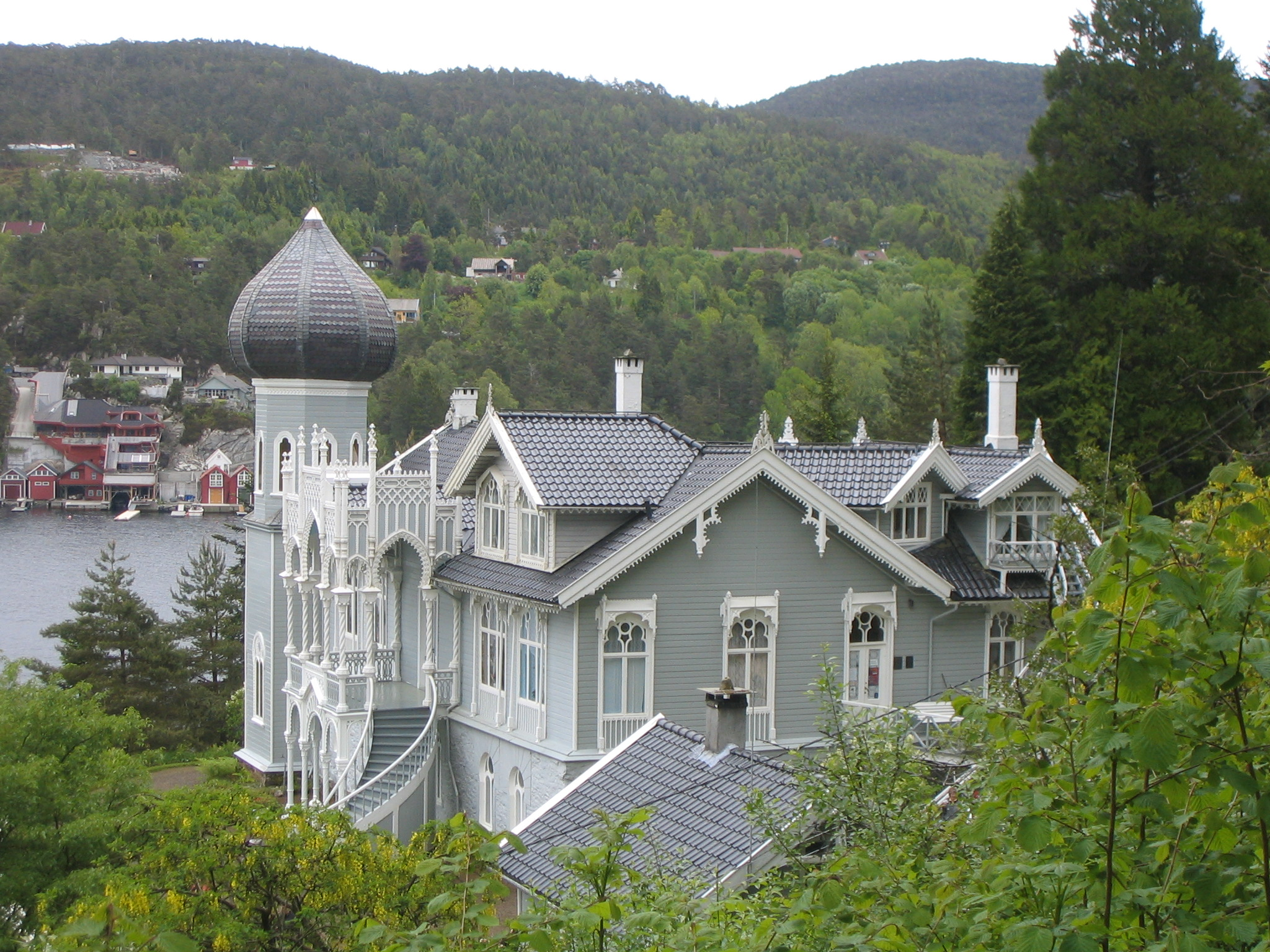
Villa Lysøen

Lysøen är en villa och ett museum i Bjørnafjordens kommun i Vestland fylke i västra Norge.
Egendomen omfattar Lysøy längst in i Lysefjorden och köptes 1872 av violinisten och kompositören Ole Bull. En trävilla i en blandning av schweizerstil och morisk stil, med ett torn med lökkupol, uppfördes 1872–1873 av arkitekten Conrad Fredrik von der Lippe; den blev tillbyggd 1905. Bull tillbringade sina somrar i villan, och dog där 1880. 
1973 skänktes egendomen till Foreningen til norske Fortidsminnesmerkers Bevaring, och den är numera ett museum (ingår i museet KODE). Under Festspelen i Bergen hålls konserter i villan.